# عضلة منشارية أمامية
العضلة المنشارية الأمامية (باللاتينية: musculus serratus anterior) في علم تشريح الإنسان، هي عضلة تصل عظم الكتف بالضلوع الثمانية العليا.